# Lisa Roberts Gillan
Lisa Roberts Gillan, född Roberts den 1 januari 1965 i Decatur, Georgia, är en amerikansk skådespelare. Hon är syster till skådespelarna Eric och Julia Roberts.